# Sieraków
Sieraków (deutsch Zirke) ist eine Stadt im Powiat Międzychodzki der Woiwodschaft Großpolen in Polen. Sie ist Sitz der gleichnamigen Stadt-und-Land-Gemeinde mit 8641 Einwohnern (Stand 31. Dezember 2020).

## Geographische Lage
Die Stadt liegt in der historischen Region Großpolen an der Warthe, etwa 65 Kilometer Luftlinie nordwestlich der Stadt Posen.

## Geschichte

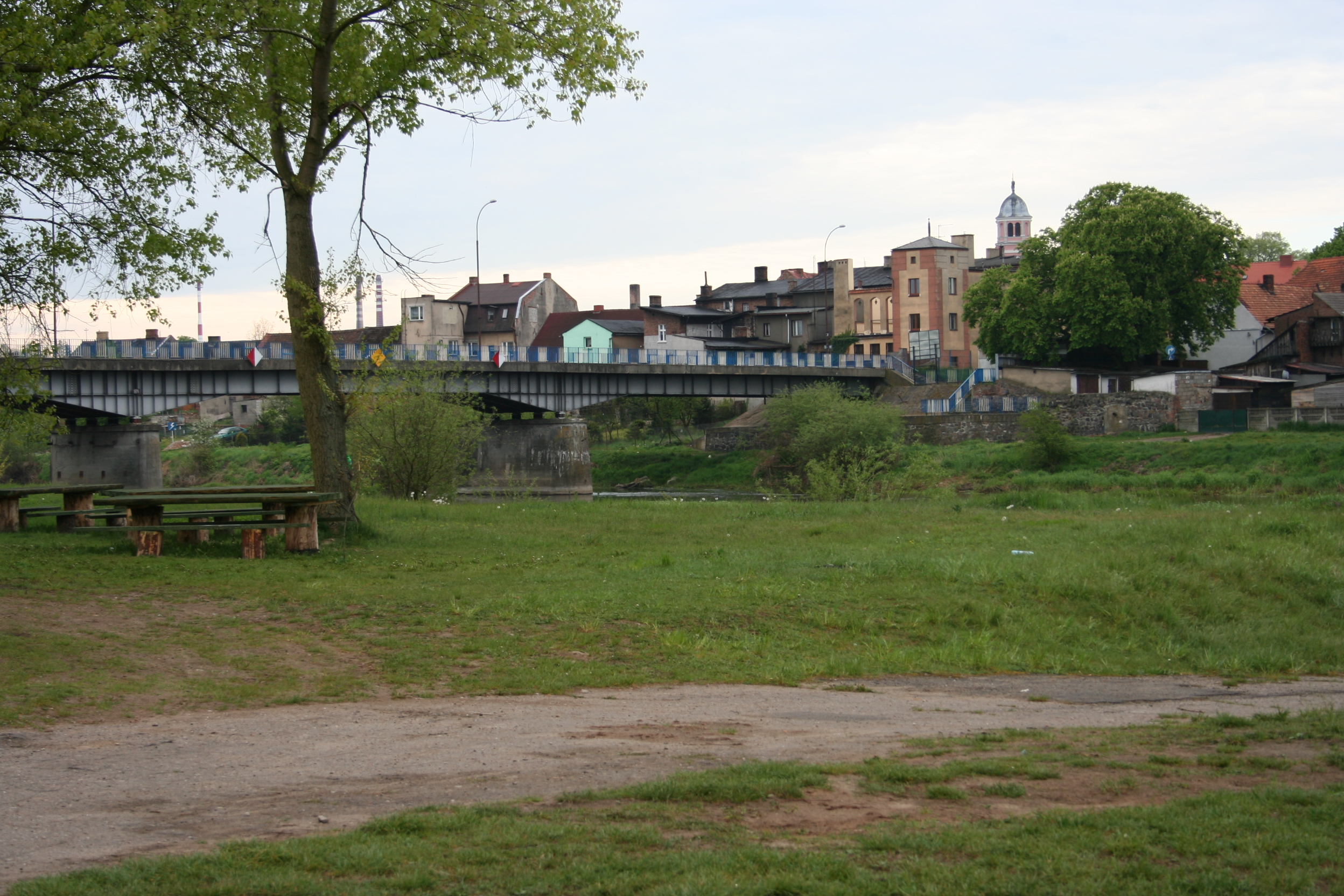
Warthebrücke bei der Stadt

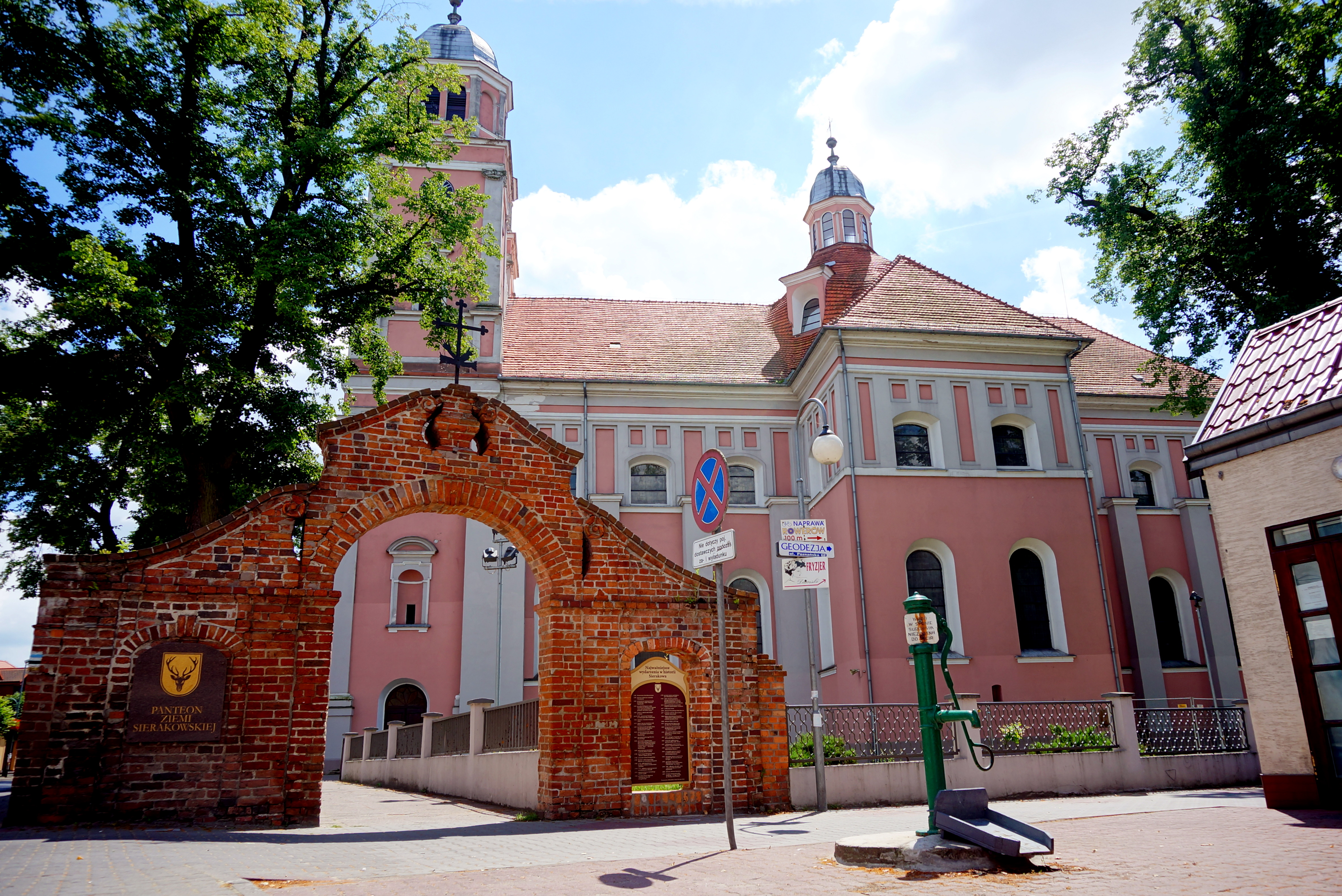
Kloster

Zirke verfügte bereits in der ersten Hälfte des 15. Jahrhunderts über Stadtrecht; 1458 hatte die Stadt dem Heer sechs ausgerüstete Soldaten zu stellen. Um und vor 1524 befand sich hier eine königliche Zollstelle. Zirke war eine adlige Stadt, zu der auch eine Grundherrschaft gehörte; am Ende des 18. Jahrhunderts befand sich die Stadt im Besitz des Grafen Lukas von Bninski. In der Stadt befanden sich eine evangelische Pfarrkirche, eine katholische  Pfarrkirche, ein Franziskanerkloster mit einer Klosterkirche und eine Synagoge.
Im 19. Jahrhundert gab es in Zirke eine Reihe von gewerblichen Betrieben, und die Stadt hatte einen Bahnhof mit einer Güternebenstelle der Line Meseritz – Rokietnice der Preußischen Staatsbahn.
In Zirke  befanden sich ein staatliches Gestüt, eine Oberförsterei und Braunkohlengruben.
Das heutige Staatsgestüt Sieraków (ehemals Landgestüt Zirke) wurde 1829 unter der Herrschaft von Friedrich Wilhelm III., König von Preußen, gegründet und ist das älteste Staatsgestüt Polens. Ursprünglich als „Königlich Preußisches Posen’sches Landgestüt“ bekannt, diente es der Zucht und Ausbildung von Pferden für militärische und landwirtschaftliche Zwecke. Die ersten Hengste stammten aus deutschen Gestüten wie Vechta und Graditz. Mit dem Ersten Weltkrieg und der Eingliederung der Provinz Posen in die Zweite Polnische Republik wurde das Gestüt polnisch. Das Staatsgestüt Sieraków ist bis heute ein bedeutendes Zentrum der Pferdezucht, u. a. für polnische Pferderassen wie dem Wielkopolski oder dem Konik. Neben seiner historischen Bedeutung bietet das Gestüt touristische Aktivitäten wie Führungen, Reitunterricht, Übernachtungsmöglichkeiten im Herrenhaus sowie ein Museum.
Seit 1939 war Zirke wieder Teil des Regierungsbezirkes Posen im 1941 neu gebildeten Landkreis Birnbaum (Wartheland), Reichsgau Wartheland. Gegen Ende des Zweiten Weltkriegs wurde die Region von der Roten Armee besetzt und kam wieder zu Polen.
| Jahr | Einwohnerzahl | Anmerkungen |
| ---- | ------------- | --- |
| 1800 | 1206          | darunter 253 Juden |
| 1837 | 1908          | [ 1 ] |
| 1861 | 2514          | [ 1 ] |
| 1867 | 2536          | am 3. Dezember |
| 1871 | 2527          | darunter 1180 Evangelische, 1140 Katholiken und 200 Juden (1130 Polen); nach anderen Angaben 2527 Einwohner, davon 1179 Evangelische, 1169 Katholiken, 179 Juden |
| 1875 | 2542          | [ 4 ] |
| 1880 | 2944          | [ 4 ] |
| 1890 | 2926          | darunter 1244 Evangelische, 1538 Katholiken und 55 Juden |
| 1905 | 3024          | darunter 1133 Evangelische und 55 Juden |
| 1910 | 3216          | am 1. Dezember |

| Jahr | Einwohnerzahl | Anmerkungen    |
| ---- | ------------- | -------------- |
| 2014 | 6108          |                |
| 2019 | 6031          | Ende Juni 2019 |

## Gemeinde
Zur Stadt-und-Land-Gemeinde (gmina miejsko-wiejska) Sieraków gehören die Stadt selbst und 15 Dörfer mit Schulzenämtern sowie weitere Ortschaften.

## Persönlichkeiten
- Krzysztof Opaliński (1611–1655), polnischer Adliger, Beamter im Staatsdienst, Politiker und Dichter
- Gero Neugebauer (* 1941), Politikwissenschaftler
- Hartmut Neugebauer (1942–2017), Schauspieler, Synchronsprecher und Dialogregisseur
- Karl-Ernst Selke (1944–2013), Politiker (CDU).